# In Taberna
«In Taberna» (укр. У таверні) — одна з найвідоміших середньовічних застільних пісень латинською мовою, була написана близько 1160 року. 196 пісня в кодексі Carmina Burana, найбільшому збірнику поезії вагантів. Оскільки поезія вагантів в більшості своїй анонімна, точно встановити авторство «In Taberna» неможливо. 
Текст пісні розповідає про нестримні веселощі в таверні, ігри та пияцтво. Оповідання ведеться від імені оповідача та складається з декількох розділів: вступ, потім описується гра в кості та програші, далі перераховуються чотирнадцять тостів, в тому числі за ув'язнених, християн, блудниць, лісових розбійників та Папу Римського. Далі йде перерахування 26 різних станів, професій, віків, характерів людей, яких можна зустріти в таверні. У висновку йдеться про занепад та убозтво п'яниць, але висновок випливає такий, що саме тому вони будуть зараховані до праведників. 
Балада має ряд варіантів мелодії, які мало різняться між собою, та перекладена кількома мовами, в тому числі англійською, німецькою, українською, білоруською, російською тощо.

## Текст пісні
In taberna quando sumus,
non curamus, quid sit humus,
sed ad ludum properamus,
cui semper insudamus.
quid agatur in taberna,
ubi nummus est pincerna,
hoc est opus, ut queratur,
sed quid loquar, audiatur. 
Quidam ludunt, quidam bibunt,
quidam indiscrete vivunt.
sed in ludo qui morantur,
ex his quidam denudantur;
quidam ibi vestiuntur,
quidam saccis induuntur.
ibi nullus timet mortem,
sed pro Baccho mittunt sortem. 
Primo pro nummata vini;
ex hac bibunt libertini.
semel bibunt pro captivis,
post hec bibunt ter pro vivis,
quater pro Christianis cunctis,
quinquies pro fidelibus defunctis,
sexies pro sororibus vanis,
septies pro militibus silvanis. 
Octies pro fratribus perversis,
novies pro monachis dispersis,
decies pro navigantibus,
undecies pro discordantibus,
duodecies pro penitentibus,
tredecies pro iter agentibus.
tam pro papa quam pro rege
bibunt omnes sine lege. 
Bibit hera, bibit herus,
bibit miles, bibit clerus,
bibit ille, bibit illa,
bibit servus cum ancilla,
bibit velox, bibit piger,
bibit albus, bibit niger,
bibit constans, bibit vagus,
bibit rudis, bibit magus, 
Bibit pauper et egrotus,
bibit exul et ignotus,
bibit puer, bibit canus,
bibit presul et decanus,
bibit soror, bibit frater,
bibit anus, bibit mater,
bibit ista, bibit ille,
bibunt centum, bibunt mille. 
Дружно сядем у таверні,
Зречемось земної скверни!
Кості кинемо на стіл -
Хай горить і дім, і діл!
Запитайте ви самі,
 Що там коїться в корчмі,
Де гуля шляхетства цвіт, -
Я даю вам повний звіт.
Дехто грає, дехто п'є,
Дехто дурника вдає.
Ті ж, що грають до нестями -
Дехто голі, як Адами,
Той у шати зодягнувся,
Той у клоччя завернувся.
Кожен смертю тут гидує
І за Вакха вина дує.
П'єм найперше за шинкарку
(Хай наллє нам повну чарку)
Ще - за в'язнів у лахмітті,
Три - за всіх людей на світі.
Християни - це чотири,
П'ять - за мертвих у могилах,
Вшосте радо п'єм за хвойд,
Всьоме - за розбійних пройд.
Ще - за мандрівних братів,
Потім - за друзяк-ченців.
Щиро п'єм за тих, хто в морі,
Ще хильнем за тих, хто в горі.
Сьорбнем враз за грішні душі - 
Хай ведеться їм на суші.
А за папу й короля
Цмулим ввічливо здаля.
П'є шинкарка, п'є шинкар,
П'є священик, п'є картяр,
П'є хлопчина й молодиця,
П'є служник і п'є служниця,
П'є ледащо, п'є меткий,
П'є смаглявий і блідий,
П'є міщанин і рибалта,
П'є і вартий і не вартий.
Хворий п'є і голодранець,
П'ють чужинець і вигнанець,
Старий п'є і п'є юнак,
П'є і біскуп, п'є і дяк,
П'є і баба, п'є і мати,
П'є сестриця разом з братом,
Кожен ллє в горлянку вина
Й не рахує, скільки винен.

## Виконавці
Пісню в різний час виконували та переробляли такі виконавці:
- Corvus Corax
- Djembe
- Wolfmare
- Drolls
- Saltatio Mortis
- Stille Volk
- Arte Factum
- Lisa Hammer
- Anima Immortalis
- Krless
- Спадщина вагантів
- Cum Fragore
- Стары Ольса
- Вжик
- Bakchus
- Dolum Dreame
- Zoltan Arany
- Collapse of Ruthenia

а також ряд інших груп.